# Giovanni IV di Trebisonda
Giovanni IV Comneno (in greco Ιωάννης Δ΄ Μέγας Κομνηνός?, Iōannēs IV Megas Komnēnos; 1403 – 22 aprile 1459) fu imperatore di Trebisonda dal 1429 fino alla sua morte.

## Biografia
Salì al trono dopo la morte del padre Alessio IV Comneno, di cui era il primogenito.
Tafur, che visitò la città di Trebisonda nel 1437, riportava che vi fossero tenuti meno di 4000 soldati.
Il sultano ottomano Murad II tentò di prendere la capitale per mare nel 1442, ma fu bloccato da una burrasca. Ebbe il compito di far resistere Trebisonda, nonostante la caduta di Costantinopoli (1453). In seguito, durante l'assedio di Belgrado da parte di Maometto II nel 1456, il governatore ottomano di Amiso attaccò Trebisonda e, sebbene sconfitto, prese molti prigionieri e riscosse un forte tributo.
Giovanni IV si preparò a resistere stringendo alleanze: diede sua figlia Teodora in moglie al figlio di suo cugino, Uzun Hasan, Khan degli Ak Koyunlu, di sangue cristiano, capo della tribù del Montone Bianco, in cambio della sua promessa di proteggere Trebisonda; ottenne inoltre la protezione degli emiri di Sinope e di Karamania, e dal re e dalle principesse di Georgia.
Giovanni IV morì nel 1459 dopo trenta anni di glorioso governo e gli succedette il fratello Davide II Comneno.

## Famiglia
Giovanni IV ebbe due mogli:
- Una figlia senza nome di Alessandro I di Georgia, tradizionalmente chiamata Bagatrioni dal nome della sua dinastia.
- Una figlia senza nome di un sultano di un principato islamico

Ebbe un'unica figlia: Teodora, che sposò il sovrano Uzun Hassan e cambiò nome in Despina Khatun. Ebbe da lui due figli e almeno tre figlie.
In passato, Giovanni era ritenuto anche il padre di Alessio V di Trebisonda e di Eudossia Valenza, moglie di Nicola Crispo, signore di Siro; ma ricerche moderne hanno dimostrato che Alessio era invece figlio del fratello di Giovanni, Alessandro, mentre Valenza non poteva essere sua figlia per motivi cronologici (era madre di una figlia sposata quando Giovanni era ancora un ragazzo) e aveva con tutta probabilità origini genovesi, anche se è stato proposto che potesse essere una figlia di Alessio IV di Trebisonda (che ne avrebbe fatto una sorella di Giovanni IV invece che una figlia).

## Ascendenza
|                               |                        |                               | Genitori             |  |  | Nonni |  |  | Bisnonni                  |  |  | Trisnonni             |  |
|                               |                        |                               |                      |  |  |       |  |  | Alessio III di Trebisonda |  |  | Basilio di Trebisonda |  |
|                               |                        |                               |                      |  |  |       |  |  | Alessio III di Trebisonda |  |  | Basilio di Trebisonda |  |
|                               |                        | Irene di Trebisonda           |                      |  |  |       |  |  | Alessio III di Trebisonda |  |  |                       |  |
| Manuele III di Trebisonda     |                        |                               |                      |  |  |       |  |  | Alessio III di Trebisonda |  |  |                       |  |
|                               |                        | Teodora Cantacuzena           | Niceforo Cantacuzeno |  |  |       |  |  |                           |  |  |                       |  |
|                               |                        | Teodora Cantacuzena           | Niceforo Cantacuzeno |  |  |       |  |  |                           |  |  |                       |  |
|                               |                        | Teodora Cantacuzena           | …                    |  |  |       |  |  |                           |  |  |                       |  |
| Alessio IV di Trebisonda      |                        | Teodora Cantacuzena           |                      |  |  |       |  |  |                           |  |  |                       |  |
|                               |                        | Davide IX di Georgia          | Giorgio V di Georgia |  |  |       |  |  |                           |  |  |                       |  |
|                               |                        | Davide IX di Georgia          | Giorgio V di Georgia |  |  |       |  |  |                           |  |  |                       |  |
|                               |                        | Davide IX di Georgia          | …                    |  |  |       |  |  |                           |  |  |                       |  |
| Gulkhan-Eudocia di Georgia    |                        | Davide IX di Georgia          |                      |  |  |       |  |  |                           |  |  |                       |  |
|                               |                        | Sindukhtar Jaqeli             | Qvarqvare I Jaqeli   |  |  |       |  |  |                           |  |  |                       |  |
|                               |                        | Sindukhtar Jaqeli             | Qvarqvare I Jaqeli   |  |  |       |  |  |                           |  |  |                       |  |
|                               |                        | Sindukhtar Jaqeli             |                      |  |  |       |  |  |                           |  |  |                       |  |
| Giovanni IV di Trebisonda     |                        | Sindukhtar Jaqeli             |                      |  |  |       |  |  |                           |  |  |                       |  |
|                               | Demetrio I Cantacuzeno | Matteo Cantacuzeno            |                      |  |  |       |  |  |                           |  |  |                       |  |
|                               | Demetrio I Cantacuzeno | Matteo Cantacuzeno            |                      |  |  |       |  |  |                           |  |  |                       |  |
|                               | Demetrio I Cantacuzeno | Irene Paleologa               |                      |  |  |       |  |  |                           |  |  |                       |  |
| Teodoro Paleologo Cantacuzeno | Demetrio I Cantacuzeno |                               |                      |  |  |       |  |  |                           |  |  |                       |  |
|                               |                        | …                             | …                    |  |  |       |  |  |                           |  |  |                       |  |
|                               |                        | …                             | …                    |  |  |       |  |  |                           |  |  |                       |  |
|                               |                        | …                             | …                    |  |  |       |  |  |                           |  |  |                       |  |
| Teodora Cantacuzena           |                        | …                             |                      |  |  |       |  |  |                           |  |  |                       |  |
|                               |                        | Giovanni Uroš Ducas Paleologo | Simeon Uroš          |  |  |       |  |  |                           |  |  |                       |  |
|                               |                        | Giovanni Uroš Ducas Paleologo | Simeon Uroš          |  |  |       |  |  |                           |  |  |                       |  |
|                               |                        | Giovanni Uroš Ducas Paleologo | Tommasa Orsini       |  |  |       |  |  |                           |  |  |                       |  |
| Elena Ouresina Ducaina        |                        | Giovanni Uroš Ducas Paleologo |                      |  |  |       |  |  |                           |  |  |                       |  |
|                               |                        |                               | Radoslav Hlapen      |  |  |       |  |  |                           |  |  |                       |  |
|                               |                        |                               |                      |  |  |       |  |  |                           |  |  |                       |  |
|                               |                        | …                             |                      |  |  |       |  |  |                           |  |  |                       |  |
|                               |                        |                               |                      |  |  |       |  |  |                           |  |  |                       |  |